# راي تريسي
راي تريسي (بالإنجليزية: Ray Treacy)‏ (18 يونيو 1946 بديري في أيرلندا الشمالية - 11 أبريل 2015 بدبلن في أيرلندا الشمالية) هو مدرب كرة قدم ولاعب كرة قدم أيرلندي في مركز الهجوم. شارك مع منتخب جمهورية أيرلندا لكرة القدم. أما مع النوادي، فقد لعب مع أولدهام أثلتيك وبريستون نورث إيند وتشارلتون أثلتيك ودرودا يونايتد وسويندون تاون ونادي شامروك روفرز ووست بروميتش ألبيون وتورونتو بليزارد وتورونتو بلِيزارد ‏ وهوم فارم ‏ ودوري أيرلندا الحادي عشر ‏.

## وصلات خارجية
- راي تريسي على موقع الاتحاد الأوربي (الإنجليزية)
- راي تريسي على موقع قاعدة بيانات كرة القدم.إي يو (الإنجليزية)
- راي تريسي على موقع ناشيونال فوتبول تيمز (الإنجليزية)